# Francesco Perrone
Francesco Perrone (* 3. Dezember 1930 in Cellino San Marco; † 27. April 2020 in Bari) war ein italienischer Langstreckenläufer.

## Werdegang
Francesco Perrone nahm 1950 erstmals an Läufen in seiner Heimatstadt Cellino San Marco teil. Nachdem 1954 die Sportgruppe der Polizei (Gruppo Sportivo Fiamme Oro) gegründet worden war, wurde Perrone in diese aufgenommen, um sich vollständig auf die Leichtathletik konzentrieren zu können. Im gleichen Jahr wurde er Italienischer Meister über 5000 Meter und konnte den Titel im Folgejahr verteidigen. 1957 gewann er den Meistertitel über 10.000 Meter und stellte im Oktober des gleichen Jahres über 5000 Meter in Bari einen neuen italienischen Rekord mit einer Zeit von 14:31,0 Minuten auf. Zudem nahm er am Corrida Internacional de São Silvestre teil und siegte ein Jahr später bei den Conseil International du Sport Militaire in Athen.
Perrone spezialisierte sich fortan auf den Marathonlauf und konnte im Oktober 1958 auch hier den nationalen Marathontitel gewinnen. Zudem startete er im Crosslauf, wo er unter anderem 1959 das Cinque Mulini, eines der prestigeträchtigsten Crosslaufrennen der Welt gewann. Bei den Olympischen Spielen 1960 startete er im Marathonlauf von Rom, wo er den 37. Platz belegte. Ein Jahr später wurde er erneut Italienischer Meister im Marathon und gewann den Titel Crosslauf.
Am 27. April 2020 starb Perrone im Alter von 89 Jahren während der COVID-19-Pandemie in Italien an den Folgen einer SARS-CoV-2-Infektion in Bari.